# Dschafar ibn Musa al-Hadi
Dschafar ibn Musa al-Hadi (geb. wohl zwischen 780 und 786; gest. im 8. oder 9. Jahrhundert) war ein Prinz der Abbasiden-Dynastie und Sohn des vierten Abbasiden-Kalifen Musa al-Hadi (766/767–786, reg. 785–786).

## Leben
Dschafar war der Sohn des vierten Abbasiden-Kalifen Musa al-Hadi (766/767–786, reg. 785–786) und dessen Sklaven-Konkubine Rahim. Dschafar sollte seinem Vater als Thronfolger folgen, war jedoch bei weitem zu jung, als sein Vater in 786 starb, woraufhin sein Onkel Harun al-Raschid den Tron bestieg. Gemäß eines Abkommens, dass Musa al-Hadi vor seinem frühen Ableben mit seinem Bruder Harun al-Raschid getroffen hatte, wurden Dschafar und sein Bruder Ismail ibn Musa al-Hadi mit Harun al-Raschids Töchtern Hamduna und Fatima, ihren Cousinen, verheiratet. Dschafar heiratete Hamduna und wurde Vater mindestens eines Kindes namens Muhammad.

## Erwähnung in der klassisch-arabischen Literatur
Dschafar ibn Musa al-Hadi wird in der klassisch-arabischen Literatur unter anderem in den Geschichtswerken von al-Tabari (839–923) und al-Mas'udi (895–956) erwähnt.